# دیافوریت
دیافوریت  (نام علمی: Diaphorite) با فرمول شیمیایی Pb2Ag3Sb3S8 از مجموعه کانی هاست و حتی با شعله شمع ذوب می‌شود-با آب مقطر تمیز می‌شود- ازنورمحافظت شود. از کلمه یونانی diaphoros به معنای مختلف گرفته شده‌است. محلول در اسید نیتریک - حتی با شعله شمع ذوب می‌شود - با آب مقطر تمیز می‌شود - از نور محافظت شود. Pb:۳۰.۴۸٪  Ag:۲۳.۷۸٪  Sb:۲۶.۸۷٪  S:۱۸.۸۷٪  برای اولین بار در چکسلواکی کشف شد و از نظر شکل بلور: منشورهای کوتاه با شیارهای طولی - ماکله، رنگ: خاکستری فولادی، شکستگی: نامساوی، جلا: فلزی، رخ: ندارد، سیستم تبلور: مونوکلینیک و در رده‌بندی سولفور است  و منشأ تشکیل آن هیدروترمال است.
همایند کانی‌شناسی (پارانژ) آن - بولانژریت- گالن- اسفالریت است
، از نظر ژیزمان بلوری - تجمع دانه‌ای کمیاب است و بیشتر در آلمان، چک اسلواکی، مکزیک، رومانی، آمریکا، روسیه و کلمبیا یافت می‌شود.

## منبع
- پردیس کشاورزی ایران
- http://www.handbookofmineralogy.org/pdfs/diaphorite.pdf
- http://webmineral.com/data/Diaphorite.shtml#.XmcONahKiUk